# Котляренко Микола Федорович
Котляренко Микола Федорович (нар. 06 грудня 1912 — пом. 07 жовтня 1995) — фахівець у галузі автоматики і телемеханіки на залізничному транспорті. Заслужений робітник вищої школи УРСР, кандидат технічних наук, професор.

## Життєпис
Народився 6 грудня в містечку Сміла Київської губернії, зараз Черкаська область. Навчався в Ленінградському електротехнічному інституті інженерної сигналізації і зв'язку, який закінчив 1940 році. Після закінчення війни 1945 року працював у Томському електромеханічному інституті залізничного транспорту та 1957 року займав посаду завідувач кафедри автоматики та телемеханіки на залізничному транспорті. У 1960 році переїхав до Харкова, де очолив кафедру автоматики, телемеханіки та зв'язку на залізничному транспорті в Харківському інституті інженерів залізничного транспорту, професором якої став у 1965 році.
Котляренко М. Ф. займався вивченням питань удосконалення і підвищення надійності систем автоматичного регулювання руху поїздів та методами аналізу і синтезу електричних рейкових ланцюгів. Під його науковим керівництвом було підготовлено 25 кандидатів технічних наук.
Помер 7 жовтня 1995 року у Харкові.

## Праці
- Рельсовые цепи магистральных железных дорог: справочник / В. С. Аркатов, А. И. Баженов, Н. Ф. Котляренко. — 2-е изд., перераб. и доп. — Москва: Транспорт, 1992. — 383 с. (рос.)
- Котляренко, Н. Ф. Автоматизация процесса контроля состояния путевых участков на основе применения ЭВМ / Н. Ф. Котляренко [и др. - Соболев Ю. В., Жох В. П., Худобин Н. В., Гончаров В. А.]. — С .117-124 (рос.)
- Повышение надежности устройств железнодорожной автоматики и телемеханики: сборник научных трудов / Харьковский институт инженеров ж.-д. транспорта ; под ред. Н. Ф. Котляренко. — Москва: Транспорт, 1968. — 64 с. — (Труды ХИИЖТ ; вып. 96). (рос.)
- Вопросы автоматики, телемеханики и вычислительной техники на железнодорожном транспорте: сборник научных трудов / Харьковский институт инженеров ж.-д. транспорта ; под общ. ред. Н. Ф. Котляренко. — Москва: Транспорт, 1966. — 84 с. — (Труды ХИИЖТ ; вып. 87). (рос.)
- Системы переработки и двусторонней передачи информации: сборник научных трудов / Харьковский институт инженеров железнодорожного транспорта ; под ред.: Н. Ф. Котляренко, Г. Н. Зражевского. — Москва: Транспорт, 1971. — 96 с. — (Труды ХИИЖТ ; вып. 126). (рос.)
- Электрические рельсовые цепи : учебное пособие для вузов ж.-д. трансп. / А. М. Брылеев, Н. Ф. Котляренко. — 2-е изд., перераб. и доп. — Москва: Транспорт, 1970. — 256 с. (рос.)
- Путевая блокировка и авторегулировка: учебник для вузов ж.-д. транспорта / под ред. Н. Ф. Котляренко. — 3-е изд., перераб. и доп. — Москва: Транспорт, 1983. — 408 с. : ил. (рос.)
- Повышение надежности устройств автоматики, телемеханики и связи: сборник научных трудов / ред. Н. Ф. Котляренко. — Москва: Транспорт, 1969. — 86 с. : ил. — (Труды ХИИЖТ ; вып. 112). (рос.)